# Glorious Collision
Glorious Collision is het achtste album van de Zweedse metalband Evergrey, uitgebracht in 2011 door SPV.

## Track listing
1. "Leave It Behind Us" - 5:09
2. "You" - 6:23
3. "Wrong" - 5:14
4. "Frozen" - 5:01
5. "Restoring the Loss" - 4:46
6. "To Fit the Mold" - 5:24
7. "Out of Reach" - 3:43
8. "The Phantom Letters" - 5:31
9. "The Disease..." - 4:13
10. "It Comes from Within" - 4:25
11. "Free" - 3:45
12. "I'm Drowning Alone" - 4:17
13. "...And the Distance" - 3:47
14. "...And the Distance" (met Carina Englund (zang)) (bonusnummer) - 3:47

## Band
- Tom S. Englund - zanger, gitarist
- Marcus Jidell - gitarist
- Johan Niemann - bassist
- Hannes Van Dahl - drummer
- Rikard Zander - toetsenist